# Eksterlijster
De eksterlijster (Geokichla wardii; synoniem: Zoothera wardii) is een zangvogel uit de familie Turdidae (lijsters).

## Verspreiding en leefgebied
Deze soort komt voor in de Himalaya en overwintert in Sri Lanka.